# Zygophyllum cordifolium
Zygophyllum cordifolium là một loài thực vật có hoa trong họ Zygophyllaceae. Loài này được L. f. miêu tả khoa học đầu tiên.